# (4121) Carlin
(4121) Carlin es un asteroide perteneciente al cinturón de asteroides, descubierto el 2 de mayo de 1986 por International Near-Earth Asteroid Survey desde el Observatorio del Monte Palomar, Estados Unidos.

## Designación y nombre
Designado provisionalmente como 1986 JH. Fue nombrado Carlin en homenaje a “Carlin” hija del astrónomo estadounidense Steve Singer-Brewster por cumplir su séptimo cumpleaños.